# رزق (تربت حيدريه)
رزق (بالفارسية:روستای رزگ)، هي إحدى القری التابعة لريف بایك في قسم بایك من مقاطعة تربت حيدريه، في محافظة خراسان رضوي الإيرانية.

## السكان
- حسب إحصاءات سنة 2006، بلغ إجمالي السكان في هذه القرية 463 نسمة موزعين على 117 مسكن.[1]

## وصلات خارجية
- إدارة مقاطعة تربت حيدريه.[وصلة مكسورة]
- بلدية تربت حيدريه. نسخة محفوظة 12 أبريل 2013 على موقع واي باك مشين.
- إدارة تعليم تربت حيدريه.